# Вуисич, Павле
Павле Вуисич (серб. Павле  «Пaja» Вуисић; 10 июля 1926, Белград — 1 октября 1988, Белград) — югославский сербский актёр театра и кино.

## Биография
Изучал право, затем до 1950-х годов работал на белградском радио. В 1950 сыграл эпизодическую роль в фильме «Волшебный меч», неполный сезон выступал на сцене театра в Панчеве. Безуспешно пробовал поступить в театральную академию.
В 1953 г. снялся в эпизоде в фильме «Буря». В 1958 г. за главную роль Обрада в кинофильме «Tri koraka u prazno» («Три шага в космос») был награждён премией «Золотая арена» на кинофестивале в Пуле.
Вскоре зарекомендовал себя как один из самых универсальных хара́ктерных актёров. За свою долгую и плодотворную карьеру сыграл множество различных, как драматических, так и комических ролей, пользовался уважением почти у всех режиссёров, с которыми работал.
В 1991 его именем названа премия «Павле Вуисич» Ассоциации художников кино Сербии, присуждаемая за вклад в киноискусство.

## Избранная фильмография
- 1950 — Волшебный меч
- 1950 — Говори Москва (короткометражный)
- 1953 — Буря — Морнар
- 1953 — Цыганка — Гута
- 1955 — Solaja — четник Бубало
- 1956 — Погоня — Следователь
- 1957 — Зеница — Райко
- 1957 — В субботу вечером — Редар
- 1958 — Четыре километра в час
- 1958 — Три шага в космос — Обрад
- 1958 — Pogon B — Мане Каракас
- 1958 — В эту ночь — Драгиша
- 1959 — Капитан Леши
- 1959 — Восьмая дверь — жандарм
- 1959 — Campo Mamula — Милич
- 1959 — Сам — Шарац
- 1960 — Точка 905 / Kota 905 — Пайо Шерпа
- 1960 — Лучше уметь, чем иметь — Мане Каракас
- 1961 — Нет маленьких богов — руководитель СТО
- 1961 — Товарищ президента Центра — Радиша
- 1961 — Большое турне — Крсто
- 1961 — Не вмешивайся в счастье — Инструктор
- 1962 — Чудная девочка — Профессор
- 1962 — Степь — Иван Иваныч Кузьмичёв
- 1962 — Кот под шлемом — Илия Капара
- 1963 — Двухместный обруч — Марко, хозяин корчмы
- 1963 — Мужская компания— Никола Кельнер
- 1963 — Десант на Дрвар — Васина
- 1964 — Прометей с острова Вишевице — Зане
- 1964 — Враг
- 1965 — Голосую за любовь — Поп
- 1965 — Инспектор — руководитель
- 1965 — Прийти и остаться — Милета
- 1966 — По горе Конюх — минёр Бошко
- 1966 — Пробуждение крыс — Крманош
- 1966 — Понедельник или вторник — отец Марка
- 1967 — Бомба в 10-10
- 1967 — Боксёры попадают в рай — Святой Пётр
- 1967 — Македонская свадьба — поп Дамиан
- 1967 — Брат доктора Гомера — Атанас
- 1967 — Причину смерти не упоминать — Ягош
- 1969 — Случай — Дед Джура
- 1969 — Гороскоп
- 1969 — Когда слышишь колокола  — Гара
- 1969 — Засада
- 1969 — Битва на Неретве — Йордан
- 1971 — Моя сумасшедшая голова
- 1971 — Македонская часть ада — Иосиф Дзо
- 1972 — Мастер и Маргарита — Азазелло
- 1972 — Вальтер защищает Сараево
- 1972 — Следы темноволосой девочки — Пайя
- 1974 — Дервиш и смерть — Муфтий
- 1975 — Крестьянское восстание 1573 года — Франко Таги
- 1975 — Сторож пляжа в зимний сезон — Буда
- 1976 — Шалаш в Малом Рите  — Пайя
- 1977 — Бестии — пианист
- 1977 — Пёс, который любил поезда
- 1978 — Последний подвиг диверсанта Облака — Облак
- 1979 — Последние скачки — Микош
- 1980 — Кто там поёт? — кондуктор
- 1980 — Специальное лечение — отец директора
- 1980 — Мастера, мастера — дворник
- 1980 — Гайдук — газда Урошевич
- 1981 — Берлин капут! — Мате
- 1981 — Помнишь ли ты Долли Белл? — Тетак
- 1982 — Запах айвы — Йозо
- 1983 — Алло, такси — Ага